# بيت الأساقفة (تاغانروغ)
بيت الأساقفة هو مبنى من طابقين يقع في شارع تشيخوف، 129 في تاغانروغ، روستوف أوبلاست في روسيا.
اختير ضمن التراث الثقافي ذو الأهمية الإقليمية منذ 18 نوفمبر 1992.

## تاريخ
بُني المبنى عام 1824. كان ملكاً للواء هـ. ب. كيرسانوف.
في عام 1860، أصبحت ملكية المنزل ملكًا للجنرال أليكساندروفسكي، الذي أقام حديقة بالقرب من المنزل مُزيّنة بالتماثيل الرخامية البيضاء التي جُلبت من إيطاليا.
في عام 1890 تم بيع المبنى إلى المدينة واستضافت لواء مدفعية ومستشفى.
منذ عام 1911، كان المنزل يحتوي على شقة أسقف ومكتبة، وكان هناك أيضا منزل كنيسة، أُغلق خلال سنوات 1950.